# دجانكوي
دجانكوي (Джанкой) هي مدينة في شبه جزيرة القرم في أوكرانيا.
يبلغ عدد سكانها حوالي 38630 نسمة.
تشهد المنطقة منذ أوائل 2014م أزمة سياسية بعدما قامت القوات المسلحة الروسية ببسط سيطرتها على شبه الجزيرة، واجرت استفتاء من بعده ضمت شبه الجزيرة إلى قوام روسيا الاتحادية والذي اعتبرته اوكرانيا ومعها المجتمع الدولي احتلال وتعدي على سيادة اوكرانيا ووحدة اراضيها.

## معرض صور

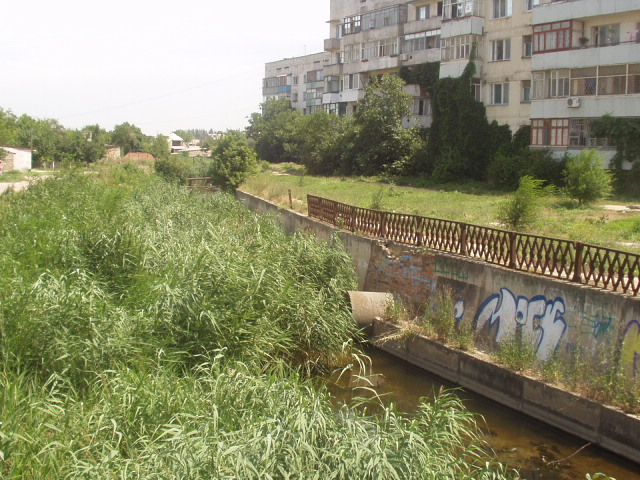
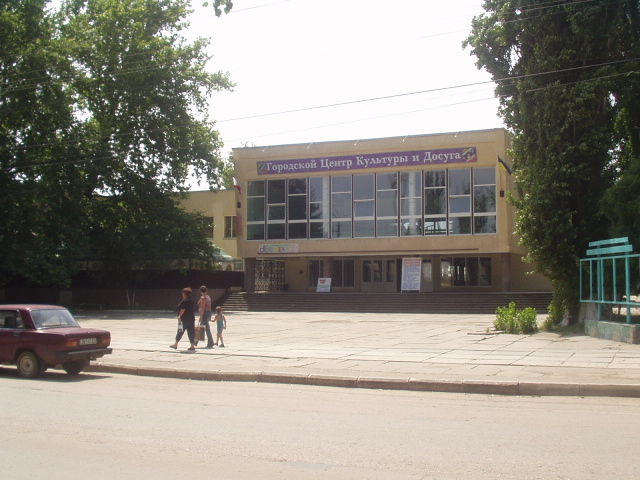
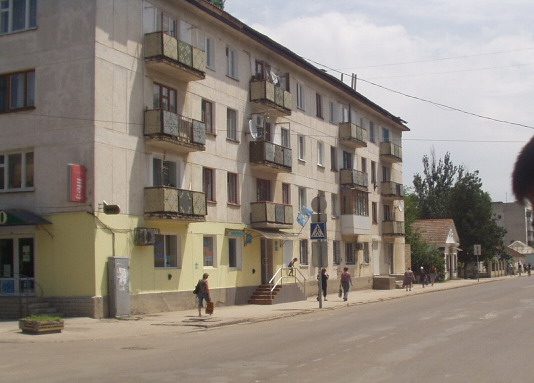
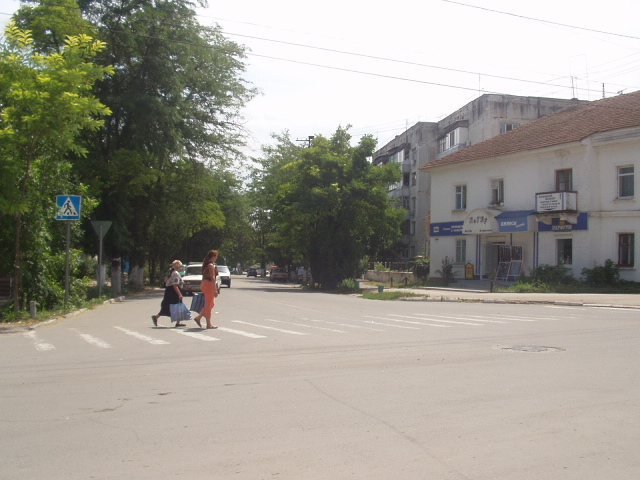

## مقالات ذات صلة
- ضم الاتحاد الروسي للقرم
- التدخل العسكري الروسي في أوكرانيا
- أوبلاستات أوكرانيا